# Destacamento Aoba
El Destacamento Aoba (en japonés: 青葉支隊) fue el 4.º Regimiento de Infantería reforzado/2.ª División del Ejército Imperial Japonés, una parte del 17.º Ejército. El comandante del Destacamento Aoba era el general de división Yumio Nasu, comandante del Grupo de Infantería de la 2.ª División. A diferencia de otros destacamentos que generalmente recibieron el nombre de su comandante, se cree que el Destacamento Aoba recibió su nombre del monte Aoba en Sendai, ciudad natal del 4.º Regimiento de Infantería.

## El destacamento
El comandante del 17.º Ejército, el teniente general Harukichi Hyakutake, recibió la orden de atacar Nueva Caledonia, Fiyi, Samoa y Puerto Moresby para "cortar las comunicaciones entre Estados Unidos y Australia". El Destacamento Aoba debía aterrizar en Puerto Moresby, Nueva Guinea, tan pronto como se obtuviera la victoria de Midway - Aleutianas.
Al enterarse de los desembarcos estadounidenses en Guadalcanal, el Cuartel General Imperial el 10 de agosto de 1942 ordenó al Destacamento Aoba que se entrenaba con el 14.º Ejército para unirse al 17.º Ejército bajo el mando del General Hyakutake. Tres días después, se emitieron órdenes para recuperar tanto Guadalcanal como Tulagi, además de llevar a cabo la Operación MO.
El escalón de avance del Destacamento Aoba llegó a Rabaul el 31 de agosto y se consideró su uso como refuerzos en la batalla de la bahía de Milne hasta que el almirante Gun'ichi Mikawa concluyó que la situación era desesperada y ordenó la evacuación de la bahía de Milne.
El Destacamento Aoba estaba originalmente destinado a la Operación Mo, pero se desvió a Guadalcanal. El 4 de septiembre, los tres batallones de infantería del Destacamento Aoba habían desembarcado en Guadalcanal. En la noche del 13 de septiembre se lanzó un segundo asalto contra el Campo Henderson, que involucró a la fuerza principal del Destacamento Kawaguchi y al resto del Destacamento Ichiki. A principios de octubre comenzó a llegar a Guadalcanal la 2.ª División del EIJ que absorbió los restos del Destacamento Aoba.